# Faida di Taurianova
La faida di Taurianova è avvenuta nel comune di Taurianova tra il 1989 e il 1991, provocando 32 morti, e ha visto contrapposte le 'ndrine dei due paesi che erano stati accorpati per formare Taurianova, ovvero gli Zagari-Avignone-Viola-Fazzalari di Jatrinoli e gli Asciutto-Neri-Grimaldi di Radicena. L'accaduto ha eco nazionale e internazionale soprattutto per le modalità con cui sono avvenuti gli ultimi omicidi nel 1991. A seguito di tale cruenta faida il Governo dell'epoca approva un decreto legge contro le infiltrazioni mafiose negli enti locali, una risposta forte alla violenza e prepotenza dei mafiosi che specie nei piccoli centri comprime significativamente la democrazia.

## Le premesse
Il pretesto per la faida fu la morte per overdose da eroina di Felice Zagari, figlio del capobastone Rocco Zagari e fratello di Giuseppe, Pasquale e Carmelo Zagari. Zagari aveva comprato la dose da Vincenzo Maisano, spacciatore affiliato alla 'ndrina Neri, che venne ucciso il 9 febbraio 1989.

## La faida
Da questo episodio nacque la faida, che proseguì con la morte di Rocco Neri, avvenuta il 2 luglio 1989, e quella di Gaetano Neri, ucciso poco tempo dopo al confine tra Valle d'Aosta e Piemonte. 
Il 22 maggio 1990 avviene l'assassinio di Domenico Giovinazzo, nipote e successore del boss Giuseppe Avignone, ammazzato assieme a Francesco Rositano. Il 30 giugno del 1990 viene ucciso Francesco Asciutto ad opera di Ernesto Fazzalari e dei fratelli Giuseppe, Guerino e Antonio Avignone.
Il 2 maggio 1991 Rocco Zagari si sta facendo fare la barba dal barbiere, quando un killer, armato di semi-automatica calibro 7,65mm, fa esplodere diversi colpi che lo inchiodano sulla sedia con il volto ancora insaponato dalla schiuma. Il giorno dopo arriva la vendetta trasversale: quattro morti, tutti legati da vincoli di parentela con membri della cosca contrapposta, ma incensurati. Tra questi c'è un salumiere, che si chiama Giuseppe Grimaldi: uno dei killer prende il coltello del salumiere e gli taglia la testa, poi, la lancia per aria, in mezzo alla strada e gli altri si divertono a fare il tiro a segno; sono all'aperto, a due passi dalla piazza del paese e ci sono almeno venti persone che assistono alla tragica scena della testa mozzata e poi colpita dai proiettili. Gli autori della strage saranno individuati successivamente in Ernesto Fazzalari, Marcello Viola e Pasquale Zagari, che una settimana dopo tenteranno senza successo di uccidere anche gli altri famigliari di Grimaldi, nello specifico la moglie Luciana Laruffa e i figli Roberto di 24 anni e Rosita di soli 14 anni, che verranno feriti nella loro abitazione. Un terzo figlio, Vincenzo di 20 anni, unico con precedenti penali della famiglia e probabile reale obiettivo dei killer, era stato arrestato poco prima a Genova.

## I primi arresti
Il 17 marzo 1992 vengono arrestati 16 persone inerenti alla faida, di cui 11 a Taurianova (famiglie Zagari, Viola, Fazzalari, Giovinazzo, Alampi e Grimaldi) e 6 a Genova (famiglie Asciutto, Grimaldi, Sorrenti, Reitano, Comandè e Maiolo) e 1 a Siena (Maiolo).

## Conclusione
La pace sarebbe avvenuta nel carcere di Palmi, durante una riunione della Provincia che costringeva i Grimaldi a non perseguire più la faida. Alla fine delle ostilità, lo scenario criminale locale si riassettò in favore dei Zagari-Avignone-Viola-Fazzalari.
Da quel momento alcuni esponenti della famiglia dei Grimaldi si pentirono tra cui Roberto e Salvatore Grimaldi ma anche Annunziato Raso e Gaetano Albanese e ciò fece scaturire l'operazione Taurus delle forze dell'ordine.
Alla conclusione dell'operazione Taurus, nel 1996 si ricostruiscono tutti i fatti legati alla faida.
Il 26 giugno 2016, dopo 20 anni di latitanza, Ernesto Fazzalari viene arrestato dai Carabinieri di Reggio Calabria, del Gruppo Intervento Speciale e dello Squadrone "Calabria", in una casa di campagna a Molochio.